# Codex Campianus
De Codex Campianus (Gregory-Aland no. M of 021, von Soden ε 72) is een van de Bijbelse handschriften. Het dateert uit de 9e eeuw en is geschreven met hoofdletters (uncialen) op perkament.

## Beschrijving
De gehele Codex Campianus bestaat uit 257 bladen (22 x 16,3 cm). De tekst is geschreven in twee kolommen van 24 regels per pagina.
De codex bevat de volledige tekst van de vier evangeliën. Het bevat het Epistula ad Carpianum, een Synaxarion, en Menologion.
De Codex Campianus geeft de Byzantijnse tekst weer, met tal van lezingen Caesareaans teksttype. Kurt Aland plaatste de codex in categorie V.
De codex werd onderzocht door Montfaucon, Wettstein, Scholz, Tischendorf, Tregelles en Scrivener.
Het handschrift bevindt zich in de Bibliothèque nationale de France (Gr. 48).